# Akutan Zero

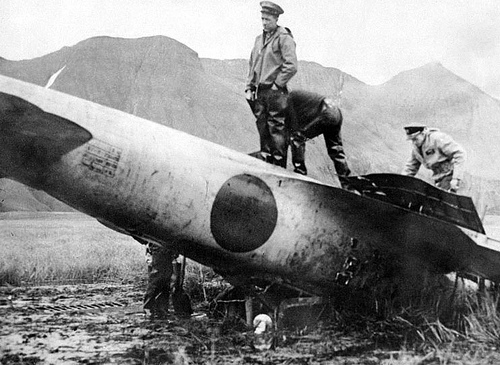
Nhân lực Hải quân Hoa Kỳ khảo sát Akutan Zero trên Đảo Akutan vào ngày 11 tháng 7 năm 1942

Akutan Zero (hay còn được gọi là Chiếc Zero của Koga hoặc Aleutian Zero) là máy bay tiêm kích Mitsubishi A6M Zero kiểu 0 mẫu 21 (type 0 model 21) của Nhật Bản. Máy bay được quân Đồng minh phát hiện vào tháng 7 năm 1942 trong tình trạng còn nguyên vẹn. Địa điểm tìm thấy chiếc Zero này là ở đảo Akutan thuộc lãnh thổ Alaska. Sau khi được các phi công Mỹ sửa chữa và bay thử, Akutan Zero đã trở thành máy bay Zero có thể sử dụng đầu tiên mà Hoa Kỳ thu được trong chiến tranh thế giới thứ hai. Nhờ kết quả đạt được từ những chuyến bay thử nghiệm, các chiến thuật gia Hoa Kỳ đã tìm ra cách để đánh bại Zero – loại máy bay chủ lực của Hải quân Đế quốc Nhật Bản trong Đệ nhị thế chiến.
Một số tài liệu đã mô tả rằng Akutan Zero là "món quà vô giá dành tặng cho Hoa Kỳ" và "có lẽ là một trong những phần thưởng lớn nhất của cuộc Chiến tranh Thái Bình Dương". Nhà sử học Nhật Bản kiêm Trung tướng Okumiya Masatake tuyên bố rằng việc kiếm được Akutan Zero "quan trọng không kém gì" so với thất bại của quân Nhật trong trận Midway. Sự phát hiện này "đã góp phần đẩy Nhật Bản tiến nhanh tới thất bại cuối cùng".
Akutan Zero đã bị phá hủy trong một vụ tai nạn huấn luyện năm 1945. Các phần của nó được bảo tồn trong một số bảo tàng ở Hoa Kỳ.

## Máy bay chiến đấu Mitsubishi A6M Zero

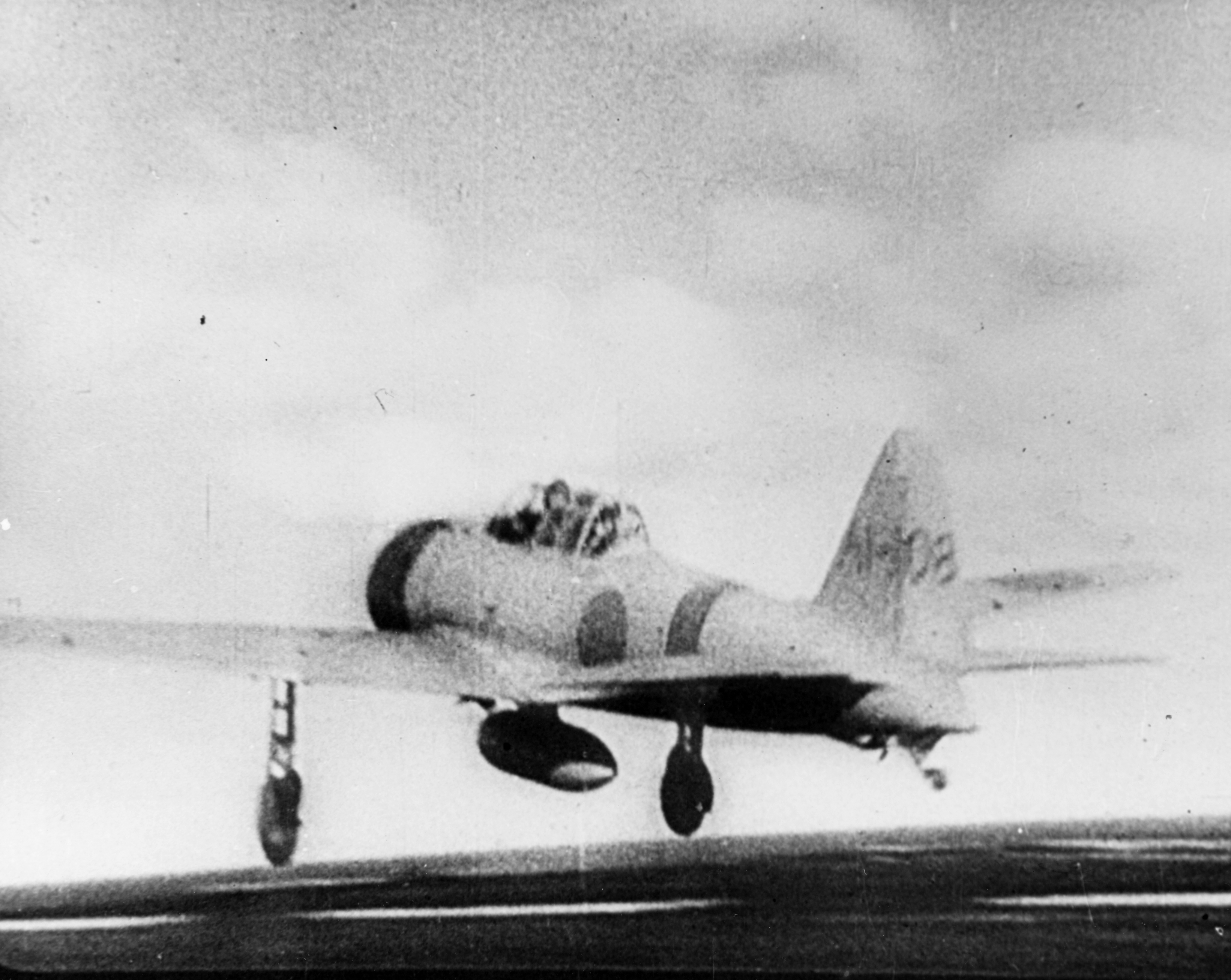
Một chiếc Mitsubishi A6M2 Zero Model 21 cất cánh từ tàu sân bay Akagi để tấn công Trân Châu Cảng

Chiến tranh Trung – Nhật bắt đầu vào năm 1937. Vì máy bay ném bom Nhật Bản hay bị tiêm kích cơ Trung Quốc tấn công nên các chuyên gia người Nhật buộc phải phát triển khái niệm máy bay tiêm kích hộ tống. Do tiêm kích cơ Mitsubishi A5M "Claude" (chuyên sử dụng để hộ tống máy bay ném bom) có phạm vi hoạt động hạn chế nên ban tham mưu thuộc Không lực Hải quân Đế quốc Nhật Bản ủy thác cho Mitsubishi A6M Zero làm máy bay tiêm kích tầm xa trên đất liền và trên tàu sân bay.
Máy bay Zero cất cánh lần đầu vào năm 1939. Nó là chiếc máy bay cực kỳ nhanh và có trọng lượng nhẹ, với khả năng cơ động cũng như tầm bay vượt trội so với bất kỳ máy bay tiêm kích nào vào thời điểm đó. Trong hai năm đầu của Thế chiến, chiếc Zero tỏ vẻ ưu thế hơn bất cứ loại tiêm kích cơ của quân Đồng minh mà nó đụng độ. Tuy nhiên, để có được khả năng như vậy thì máy bay Zero phải đánh đổi độ bền. Chiếc Zero được thiết kế rất nhẹ, không có thiết giáp và thùng nhiên liệu tự hàn kín. Theo soạn giả người Mỹ Jim Rearden thì "Chiếc Zero là máy bay tiêm kích dễ bị bắn rơi nhất khi trúng đạn... Người Nhật... đã không chuẩn bị hoặc không có khả năng chế tạo tiêm kích cơ tiên tiến hơn với số lượng cần thiết để đối phó với số lượng và chất lượng ngày càng tăng của máy bay tiêm kích Hoa Kỳ". Zero là loại máy bay tiêm kích chính mà Hải quân Nhật Bản sử dụng trong suốt chiến tranh thế giới với khoảng 10.500 chiếc được sản xuất.
Vào năm 1940, lãnh đạo của đội Phi Hổ là Claire Lee Chennault đã viết báo cáo về đặc điểm bay của Zero. Dẫu vậy, các phân tích viên của Bộ Chiến tranh Hoa Kỳ bác bỏ báo cáo và cho rằng nó "thực sự vô lý", đồng thời kết luận rằng đặc điểm bay của Zero là bất khả thi về mặt lý thuyết khí động học. Theo phi công cấp Ách người Mỹ tên William N. Leonard thì "Trong những cuộc chạm trán ban đầu [với Zero], bản thân chúng tôi đã nhận ra một bài học là thật rồ dại khi dogfight với Zero".
Chín chiếc Zero bị bắn hạ trong cuộc tấn công Trân Châu Cảng. Từ những chiếc bị bắn rơi này, quân Đồng minh tuy nhận ra rằng máy bay Zero thiếu thiết giáp và thùng nhiên liệu tự hàn kín nhưng những gì họ có vẫn chưa đủ để có thể đưa ra đánh giá chính xác về khả năng của loại máy bay này. Việc khám phá ra đặc điểm bay của Zero lúc bấy giờ rất quan trọng vì nó là mấu chốt để tìm ra chiến thuật và chế tạo máy móc nhằm đối phó với máy bay. 
Trước khi Akutan Zero được phát hiện và sửa chữa thì quân Đồng Minh đã từng sở hữu thông tin kỹ thuật từ ba chiếc Zero bị bắn rơi khác. Chiếc Zero đầu tiên (mang số hiệu 5349) do phi công Toyoshima Hajime lái bị rơi xuống đảo Meville thuộc Úc sau vụ đánh bom Darwin. Nó được phát hiện trong tình trạng hư hại nặng và Toyoshima trở thành tù binh Nhật Bản đầu tiên ở Úc trong cuộc chiến Thái Bình Dương. Một chiếc Zero khác do Maeda Yoshimitsu điều khiển được phát hiện rơi gần Cape Rodney, New Guinea. Nhóm người được cử đến để thu thập chiến cơ này đã phạm sai lầm khi cắt đứt rời cánh, xà dọc cánh tách thành từng khúc khiến nó không thể bay được. Mẫu thứ ba (mang số hiệu 3372) được phát hiện rơi ở Trung Quốc trong tình trạng nguyên vẹn một phần. Kỹ sư hàng không Gerhard Neumann đã tái tạo lại máy bay bằng cách sử dụng các phần nhặt được từ những chiếc Zero bị bắn rơi khác. Tuy nhiên, do điều kiện xấu và thời gian để vận chuyển hàng sang Trung Quốc quá lâu nên chiếc Zero của Neumann không thể mang sang Hoa Kỳ thử nghiệm. Mãi đến khi chiếc Akutan Zero khôi phục xong thì ông mới có cơ hội.

## Nhiệm vụ cuối cùng của Hạ sĩ nhất Koga

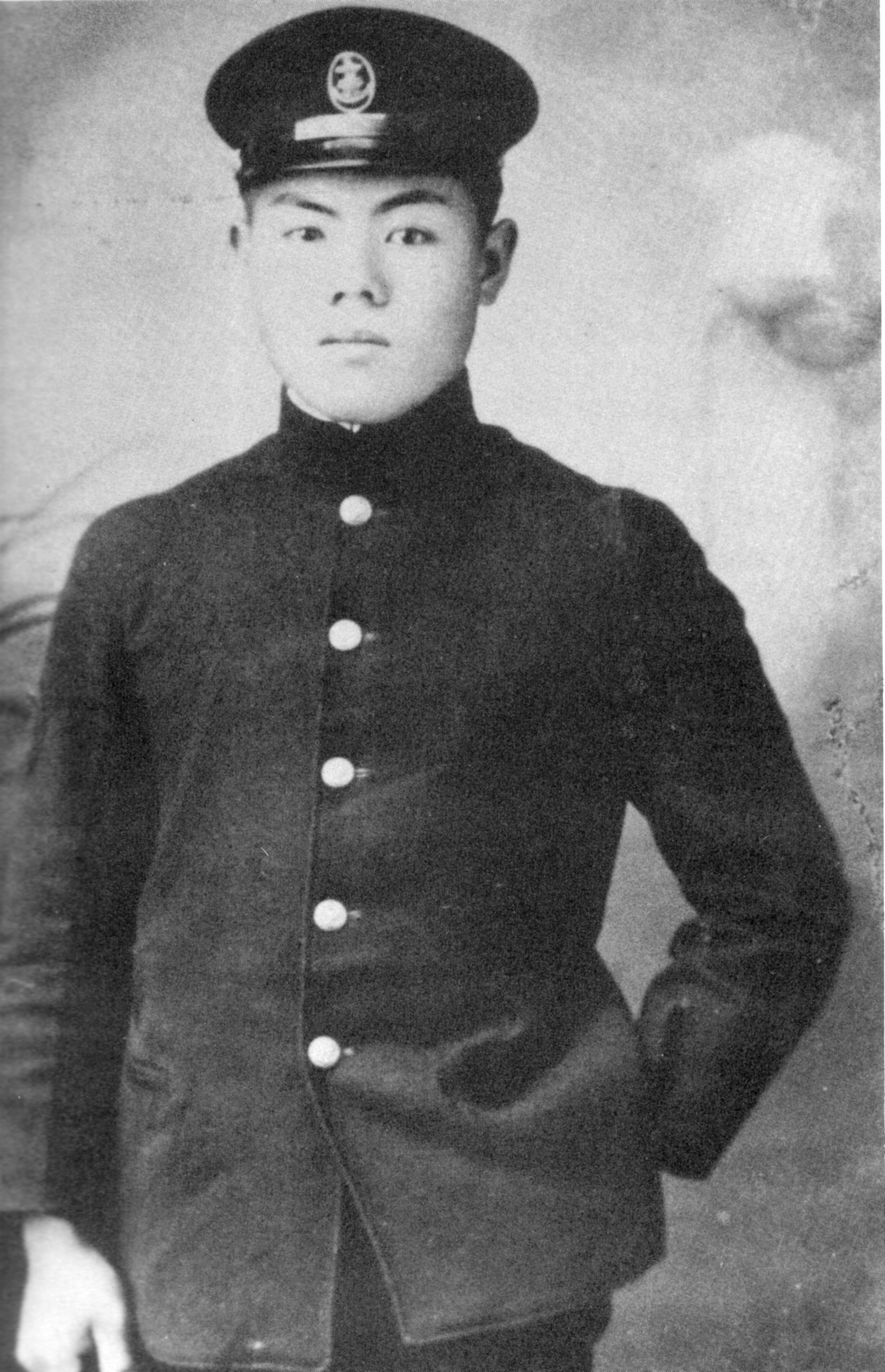
Koga Tadayoshi (1922–1942) là phi công của chiếc Akutan Zero.

Vào tháng 6 năm 1942, quân Nhật mở cuộc tấn công quần đảo Aleutian ở ngoài khơi bờ biển phía nam Alaska như một phần trong trận Midway. Lực lượng đặc nhiệm do Đô đốc Kakuta Kakuji chỉ huy đánh bom vào Dutch Harbor hai lần trên đảo Unalaska. Lần một diễn ra vào ngày 3 tháng 6 và lần hai vào ngày hôm sau.
Hạ sĩ nhất Koga Tadayoshi (19 tuổi) đã xuất phát từ tàu sân bay Ryūjō trong cuộc tập kích ngày 4 tháng 6 vào Dutch Harbor. Koga là thành viên của một phi đội ba máy bay, đồng hành với anh gồm có Trung sĩ Endo Makoto và Hạ sĩ Shikada Tsuguo. Ba tiêm kích cơ do anh và đồng đội lái được cho là đã bắn hạ tàu bay PBY-5A Catalina của Hoa Kỳ. Tàu bay bị oanh kích rơi xuống biển khiến cơ trưởng của tàu là Bud Mitchell cùng với 6 thành viên phi hành đoàn thiệt mạng. Trong lúc giao tranh, máy bay của Koga (mang số hiệu 4593) đã bị hư hại do sức công phá của hỏa lực hạng nhẹ.
Năm 1984, đồng đội của Koga là Shikada Tsuguo đã công bố báo cáo kể về việc máy bay của Koga bị thiệt hại khi toàn phi đội thực hiện cuộc không kích vào hai chiếc Catalina đang neo đậu ở vịnh. Báo cáo này không đề cập gì đến chuyện bắn hạ PBY của Mitchell. Cả hồ sơ của Hoa Kỳ và Nhật Bản đều mâu thuẫn với báo cáo của Shikada khi cho rằng không có chiếc PBY nào tại vịnh vào ngày hôm đó. Tuy nhiên, tuyên bố của Shikada lại khớp với hồ sơ của Mỹ về cuộc tấn công Dutch Harbor ngày hôm trước (3 tháng 6). Soạn giả Rearden lưu ý rằng "Có vẻ như trong gần nửa thế kỷ sau sự kiện, ký ức của Shikada có sự nhầm lẫn giữa cuộc đột kích ngày 3 tháng 6 và ngày 4 tháng 6... Hoặc cũng có thể là trong suốt cuộc hội kiến, Shikada lợi dụng chứng mất trí nhớ từng phần để không đề cập việc bắn hạ chiếc PBY của Mitchell và sau đó là bắn đại liên vào phi đội trên biển".
Chưa thể biết chính xác người bắn rơi chiếc Zero của Koga là ai mặc dù từng có nhiều cá nhân lên tiếng xác nhận. Chứng cứ bằng hình ảnh cho thấy máy bay bị hỏa lực phòng không bắn rơi. Các thành viên Trung đoàn Pháo binh Dã chiến 206 đóng quân tại Dutch Harbor đã ghi nhận công lao thuộc về họ khi sử dụng cả súng phòng không 3-inch M3 và súng máy .50 BGM để bảo vệ cảng. Bên cạnh đó, Hải Quân Hoa Kỳ cũng tuyên bố công trạng của họ. Kiểm tra thực tế cho thấy chiếc máy bay bị trúng đạn từ vũ khí hạng nhẹ — lỗ đạn cỡ 0,5 ly và nhỏ hơn, ở cả bên trên lẫn bên dưới.

### Tai nạn
Phát đạn chí mạng đã cắt đứt đường hồi dầu khiến máy bay của Koga bắt đầu chảy vệt dầu. Koga quyết định giảm tốc để giữ cho động cơ không bị giật càng lâu càng tốt.
Ba chiếc Zero đã bay đến đảo Akutan cách 25 dặm về phía đông Dutch Harbor, nơi vốn được thiết kế để hạ cánh khẩn cấp. Thường trực gần hòn đảo là  một chiếc tàu ngầm Nhật được giao nhiệm vụ đón các phi công hạ xuống. Tại Akutan, ba chiến cơ Zero đã lượn quanh một bãi cỏ cách Broad Bight nửa dặm. Shikada nghĩ rằng mặt đất bên dưới cỏ sẽ rất cứng nhưng trong lần vượt thứ hai thì ông nhận thấy có giọt nước lấp lánh. Ông ngay lập tức nhận ra rằng Koga nên hạ cánh bằng phần bụng [thay vì thiết bị]. Nhưng lúc đó, Koga đã hạ thiết bị hạ cánh xuống và sắp hạ cánh.— Jim Rearden, 

Càng hạ cánh của máy bay bị chìm trong nước lẫn bùn khiến nó lật ngược và dừng lại. Chiếc Zero gần như nguyên vẹn sau khi hạ cánh nhưng Hạ sĩ nhất Koga đã tử vong tại chỗ. Nguyên nhân có thể là do gãy xương cổ hoặc va chạm mạnh ở phần đầu. Đồng đội của Koga đang lượn vòng ở trên nhận được lệnh là phải tiêu hủy bất cứ chiếc Zero nào hạ cánh xuống lãnh thổ quân địch. Tuy nhiên, do không biết rằng liệu Koga còn sống hay không nên họ không đành lòng bắn xuống để phá hủy chiếc máy bay được. Họ quyết định rời đi mà không bắn nó. Tàu ngầm Nhật Bản đóng quân ngoài khơi đảo Akutan đã tìm kiếm Koga trong vô vọng trước khi bị tàu khu trục USS Williamson đánh đuổi.

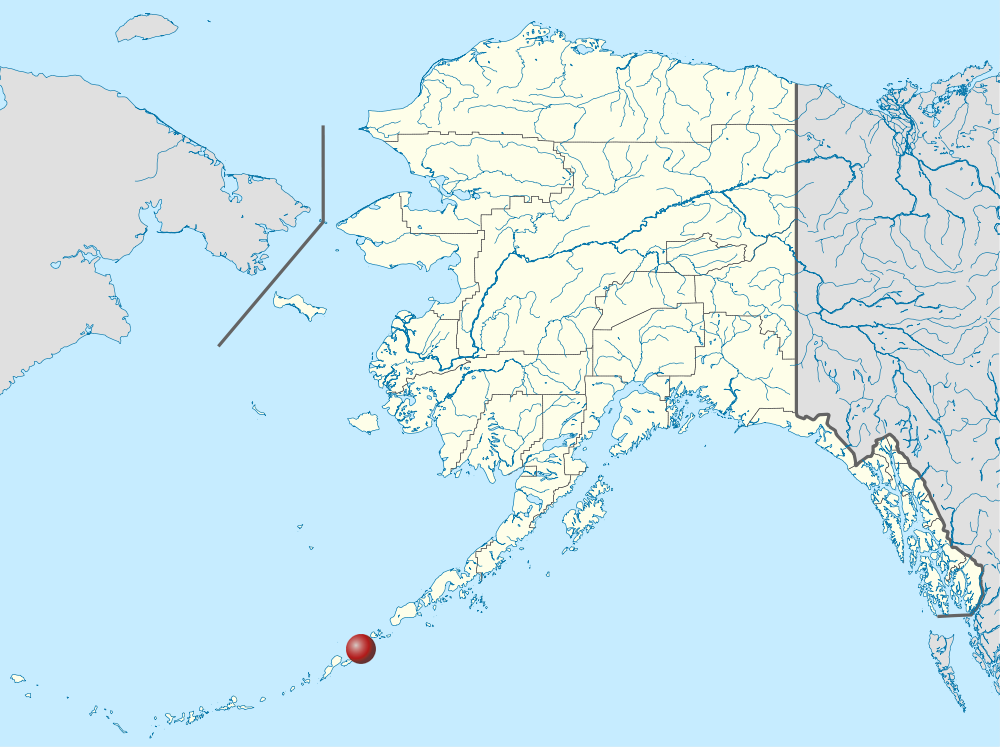
Vị trí của đảo Akutan thuộc lãnh thổ Alaska
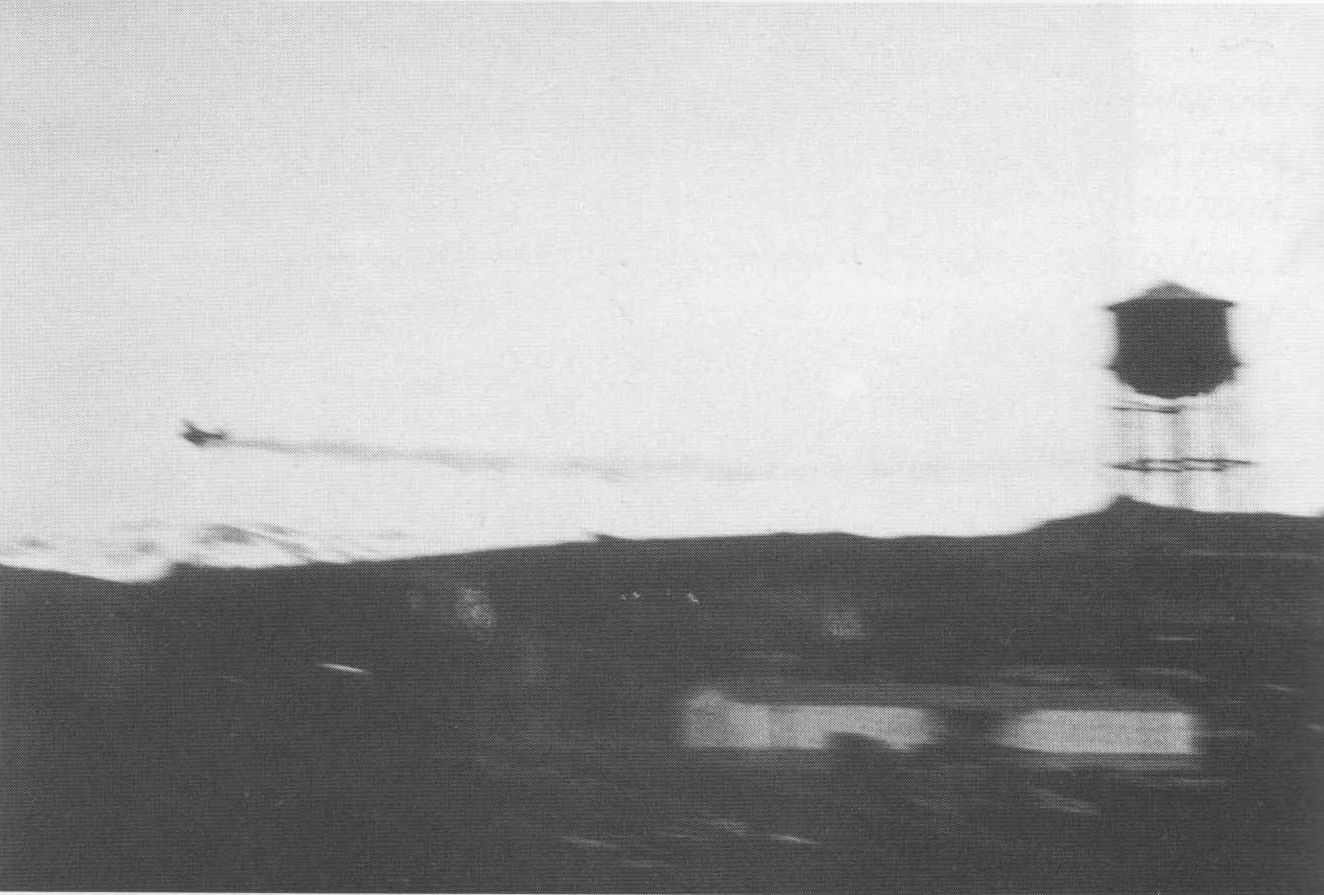
Akutan Zero chảy vệt dầu ở Dutch Harbor sau khi bị bắn trúng

## Sửa chữa

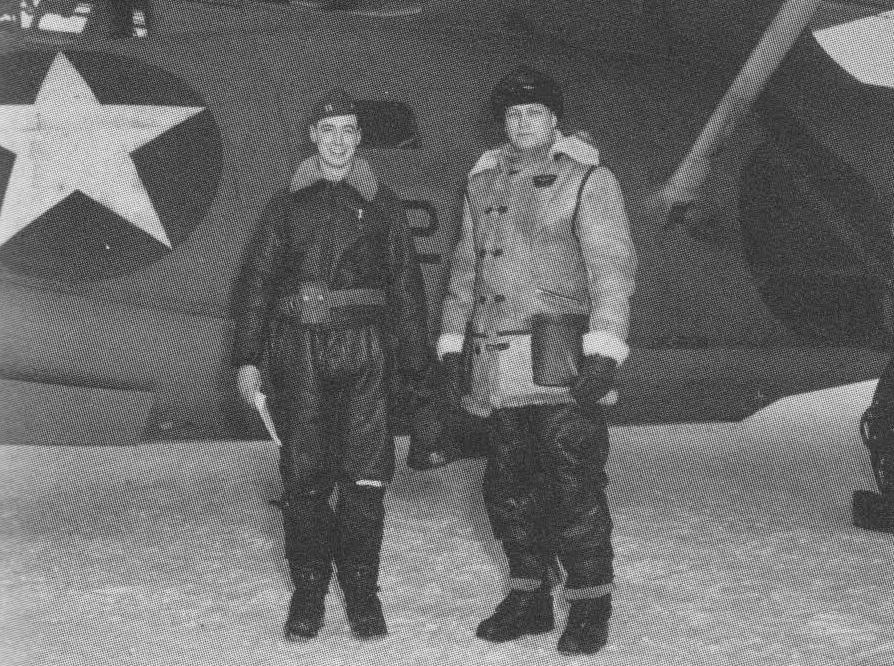
Phi công Bill Thies (trái) bên chiếc Catalina góp công lớn trong việc phát hiện ra Akutan Zero

Hiện trường vụ tai nạn nằm ngoài tầm nhìn của các thiết bị định vị bay tiêu chuẩn và không thể nhìn thấy bằng tàu. Kết quả là chiếc Zero không được phát hiện và không bị quấy nhiễu trong vòng 1 tháng. Vào ngày 10 tháng 7 năm 1942, tàu bay PBY Catalina do Trung úy William "Bill" Thies làm hoa tiêu đã tìm ra xác máy bay. Chuyện là trong lúc đi tuần trên biển, tàu bay của Thies bị lạc đường. Khi quan sát thấy quần đảo Shumagin, ông định hướng lại tàu bay và quyết định trở về Dutch Harbor bằng đường bay thẳng nhất qua đảo Akutan. Trong quá trình đó, thợ máy Albert Knack (trưởng phi hành đoàn bảo dưỡng) đã phát hiện ra chiếc Zero của Koga. Tàu của Thies bay vòng quanh hiện trường trong vài phút, ghi lại vị trí của nó trên bản đồ và quay lại Dutch Harbor báo cáo. Sau đó, Thies thuyết phục sĩ quan chỉ huy Paul Foley trở lại Akutan cùng với đội cứu hộ. Ngày hôm sau (11 tháng 7), nhóm đã bắt đầu lên đường để kiểm tra máy bay. Nhiếp ảnh gia đồng hành cùng Hải quân là Arthur W. Bauman đã chụp những bức ảnh về quá trình làm việc của họ.
Nhóm của Thies đưa thi thể của Koga ra khỏi máy bay bằng cách để Knack (thành viên nhỏ con nhất phi đoàn) bò vào trong máy bay và dùng dao cắt dây an toàn của nạn nhân ra. Họ tìm kiếm trong chiếc Zero bất cứ thứ gì có giá trị tình báo, sau đó chôn Koga trong một ngôi mộ cạn gần nơi xảy ra tai nạn. Thies cùng nhóm quay trở lại Dutch Harbor và báo cáo rằng chiếc máy bay có thể trục vớt. Ngày hôm sau (12 tháng 7), một đội cứu hộ dưới sự chỉ huy của Trung úy Robert Kirmse được điều động đến Akutan. Họ mai táng Koga theo nghi thức Kitô giáo ở một eo biển gần đó và bắt đầu tìm cách khôi phục máy bay. Tuy nhiên, do thiếu thiết bị hạng nặng nên mọi nỗ lực của họ không thành công. Vào ngày 15 tháng 7, đội sửa chữa thứ ba được cử đi. Lúc này, nhóm đã có thể giải cứu chiếc Zero khỏi vũng bùn và đưa nó lên một chiến sà lan gần đó một cách an toàn. Chiếc tiêm kích được đưa đến Dutch Harbor, lật đúng tư thế và làm sạch.

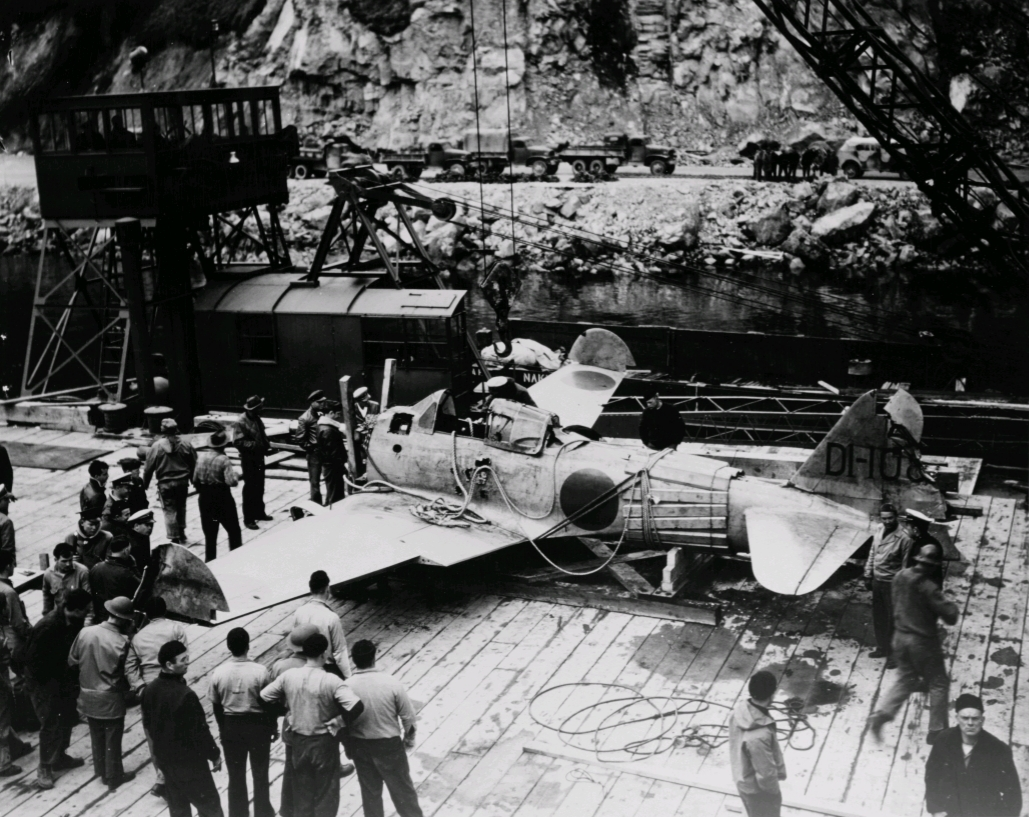
Akutan Zero lúc chuẩn bị chuyển lên sà lan

Akutan Zero được đưa lên tàu USS St. Mihiel và vận chuyển đến Seattle vào ngày 1 tháng 8. Tại đó, nó tiếp tục đưa đi bằng sà lan đến Căn cứ Không lực Hải quân North Island gần San Diego, nơi việc sửa chữa có sự tiến hành cẩn thận. Những sửa chữa này "hầu hết bao gồm việc nắn thẳng bộ ổn định dọc, bánh lái, đầu cánh, cánh tà và vòm che. Thanh hạ cánh bị cắt rời nên tốn nhiều công sửa chữa hơn. Cánh quạt ba cánh Sumitomo được tân trang và tái sử dụng."  Vòng tròn Hinomaru màu đỏ của Zero được sơn lại bằng phù hiệu ngôi sao trắng, bao quanh là hình tròn màu xanh. Chiếc máy bay cũng được quân cảnh bảo vệ 24/24 để ngăn chặn những kẻ săn đồ lưu niệm làm hỏng máy bay. Chiếc Zero có thể cất cánh trở lại vào ngày 20 tháng 9.

## Phân tích

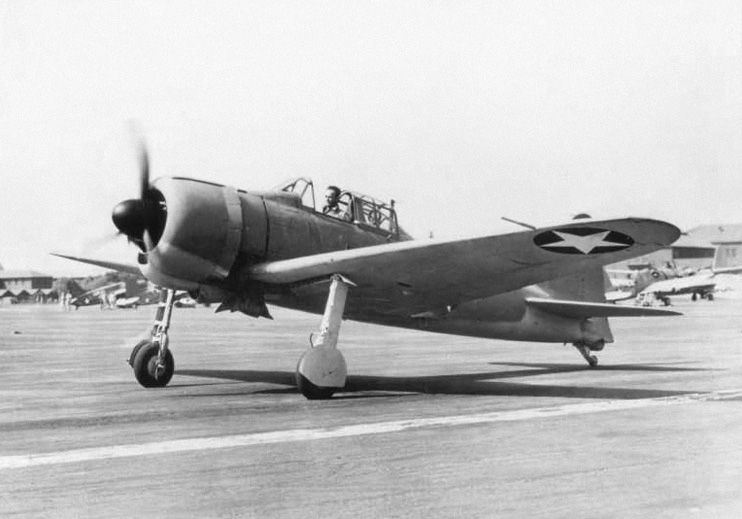
Eddie Sanders điều khiển máy chạy trên đường băng sau chuyến bay thử nghiệm đầu tiên vào ngày 20 tháng 9 năm 1942

Dữ liệu từ chiếc Akutan Zero được gửi đến Cơ quan Hàng không (BuAer) của Hải quân Hoa Kỳ và Grumman Aircraft. Sau khi nghiên cứu kỹ lưỡng, Roy Grumman quyết định rằng máy bay của ông có thể sánh ngang hoặc vượt mặt Zero ở hầu hết khía cạnh, ngoại trừ tầm bay vượt trội mà không phải hi sinh thiết giáp, thùng nhiên liệu tự hàn kín và khung máy bay. Loại máy bay tiêm kích mới F6F Hellcat đã tăng sức mạnh để chở thêm trọng lượng.
Vào ngày 20 tháng 9 năm 1942, hai tháng sau khi thu nhận chiếc Zero, Trung đội trưởng Eddie R. Sanders đã thực hiện chiến bay thử nghiệm đầu tiên. Ông thực hiện tổng cộng 24 chuyến bay thử nghiệm trong khoảng thời gian từ ngày 20 tháng 9 đến ngày 15 tháng 10. Sau đây là báo cáo của Sanders:
Các chuyến bay này bao gồm những bài kiểm tra đặc điểm bay như cách mà chúng ta thực hiện với máy bay đang trải qua kỳ thử nghiệm của Hải quân. Chuyến bay đầu tiên đã bộc lộ những điểm yếu của chiếc Zero mà phi công chúng ta có thể khai thác bằng chiến thuật phù hợp... điều rõ như ban ngày là thực tế, cánh nhỏ ngừng hoạt động ở vận tốc 200 hải lý/giờ nên việc di chuyển ở tốc độ đó rất chậm và cần nhiều lực trên thanh điều khiển. Máy bay lộn sang trái dễ hơn là sang phải. Ngoài ra, động cơ máy cũng ngưng lại khi gia tốc âm do chức năng của bộ chế hòa khí kiểu phao. Bây giờ chúng tôi đã tìm ra câu trả lời cho những phi công bị Zero qua mặt và không thể thoát khỏi cuộc truy đuổi của nó. Đó là hãy bổ nhào xuống mà không tắt máy theo chiều dọc, sử dụng gia tốc âm nếu có thể để tăng khoảng cách khi động cơ của Zero bị dừng lại do gia tốc. Với vận tốc 200 hải lý/giờ, hãy nhào sang bên phải ngay trước khi lọt vào tầm mắt của phi công Zero.— Eddie R. Sanders, 

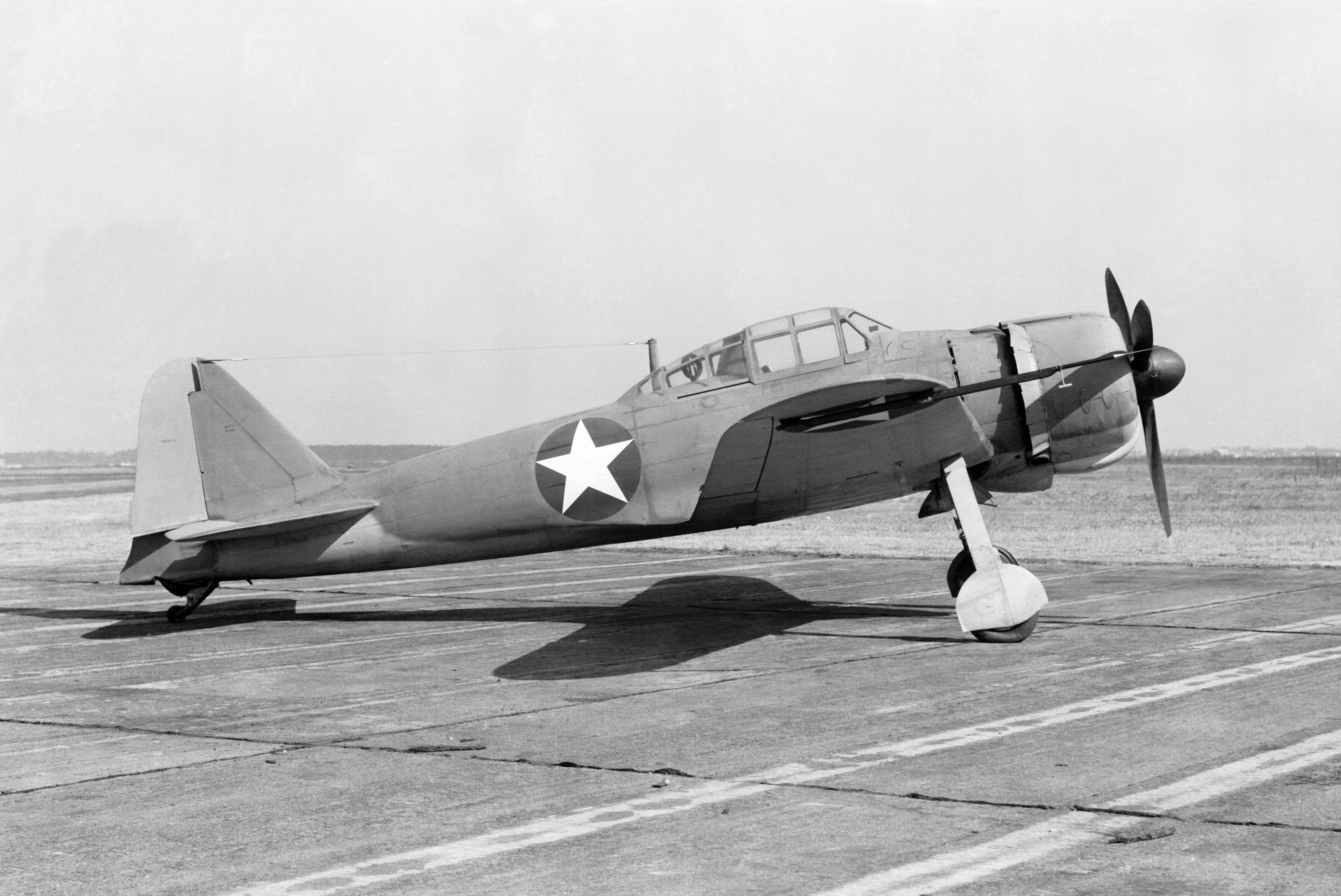
Chiếc Zero tạm thời ở Trung tâm Nghiên cứu Langley vào ngày 8 tháng 3 năm 1943, ngay sau khi thử nghiệm tại đường hầm gió

Đầu năm 1943, chiếc Zero được vận chuyển từ Căn cứ Không lực Hải quân North Island đến Căn cứ Không lực Hải quân Anacostia. Hải quân muốn sử dụng chuyên gia của Trung tâm Nghiên cứu Langley thuộc NACA trong lĩnh vực thiết bị bay. Akutan Zero đã bay đến Langley vào ngày 5 tháng 3 năm 1943 để lắp đặt thiết bị. Khi ở đó, nó trải qua nhiều bài kiểm tra khí động học tại Đường hầm gió dưới sự giám sát chặt chẽ và bí mật. Công việc này bao gồm một số cuộc khảo sát để xác định lực cản của các bộ phận máy bay; những phép đo tỉ lệ đường hầm về lực nâng, lực cản, hiệu quả điều khiển; và kiểm tra chuyển động trượt bên.
Sau khi quay trở lại Hải quân, Akutan Zero được chỉ huy Căn cứ Không lực Hải quân Anacostia là Frederick M. Trapnell cho thực hiện bay thử nghiệm. Ông lái chiếc Zero để kiểm tra đặc điểm bay trong khi Sanders cũng đồng thời lái máy bay Hoa Kỳ thực hiện thao tác tương tự nhằm mô phỏng không chiến. Sau đó, Trung úy Melvin C. "Boogey" Hoffman (phi công thử nghiệm của Hải quân Hoa Kỳ) tiến hành nhiều hơn nữa cuộc thử nghiệm không chiến giữa chiếc Akutan Zero do ông lái với các phi công tân binh trên kiểu máy bay mới của Hải quân.
Cuối năm 1943, chiếc Zero của Koga được trưng bày tại Sân bay Quốc gia Washington như một chiến lợi phẩm. Năm 1944, chiến cơ đã được triệu tập tại North Island để sử dụng làm máy bay huấn luyện cho phi công tân binh được phái đến Thái Bình Dương. Trong cuộc giải phóng Guam, quân đội Hoa Kỳ cũng thu nhận mẫu 52 của Zero và sau này đưa nó vào sử dụng.
Dữ liệu và kết luận từ những cuộc thử nghiệm này đã được công bố trong Tóm tắt thông tin tình báo số 59, Tóm tắt tình báo hàng không kỹ thuật số 3, Xu hướng chiến thuật và kỹ thuật số 5 (xuất bản trước chuyến bay thử nghiệm đầu tiên) và Tóm tắt thông tin tình báo số 85. Những tổng kết này phần nào thiên về việc đánh giá thấp khả năng của Zero.

## Tầm quan trọng
Dữ liệu từ Akutan Zero đã đệ trình lên BuAer và Grumman để nghiên cứu vào năm 1942. Máy bay tiêm kích dựa trên tàu sân bay là F6F (sản xuất sau Grumman F4F Wildcat) có sự kiểm tra ở chế độ thử nghiệm đầu tiên vào ngày 26 tháng 6 năm 1942. Nguyên mẫu thử nghiệm là XF6F-1 với động cơ pistol hướng kính Wright R-2600 Twin Cyclone 14 xi lanh. Không lâu trước chuyến bay đầu tiên của XF6F-1, BuAer đã chỉ đạo Grumman lắp đặt động cơ hướng kính Pratt & Whitney R-2800 Double Wasp 18 xi lanh mạnh hơn cho nguyên mẫu XF6F-3 vào ngày 26 tháng 4 năm 1942. Động cơ này cũng được sử dụng cho thiết kế Corsair của Chance Vought trong chuyến bay lần đầu vào năm 1940 và cho nguyên mẫu XF6F-1 thứ hai. Grumman thực hiện nhiệm vụ mà BuAer giao phó bằng cách thiết kế lại và tăng cường khung máy bay F6F để kết hợp với động cơ R-2800-10 công suất 2000 mã lực (1500 kW), dẫn động cánh quạt ba cánh Hamilton Standard. Với sự kết hợp này, Grumman ước tính hiệu suất của XF6F-3 sẽ tăng 25% so với XF6F-1. XF6F-3 là chiếc Hellcat đầu tiên trang bị bộ khung Double Wasp, nó mang số hiệu là 02982 (do BuAer cấp) và cất cánh lần đầu vào ngày 30 tháng 7 năm 1942. Loại phụ F6F-3 thiết kế dựa trên tài liệu chiến đấu về các cuộc giao tranh giữa F4F Wildcat và A6M Zero trong trận chiến biển San Hô và trận Midway từ những phi công F4F kỳ cựu như Jim Flatley, Jimmy Thach cùng một số đồng nghiệp có mặt tại cuộc gặp với phó chủ tịch công ty Grumman là Jake Swirbul tại Trân Châu Cảng ngày 23 tháng 6 năm 1942. Chiếc F6F-3 đầu tiên thực hiện chuyến bay đầu tiên chỉ ba tháng sau vào ngày 3 tháng 10 năm 1942. Các bài kiểm tra của Akutan Zero không ảnh hưởng đáng kể đến thiết kế của Hellcat. Tuy nhiên, chúng lại cung cấp kiến thức về đặc tính điều khiển của máy bay Zero, bao gồm sự hạn chế trong việc lộn sang phải và bổ nhào xuống. Thông tin đó, cùng với sự cải tiến của Hellcat được cho là đã giúp phi công Hoa Kỳ "phá vỡ thế cân bằng ở Thái Bình Dương". Một số phi công xuất sắc của Hoa Kỳ như Kenneth A. Walsh, R. Robert Porter đều công nhận chiến thuật dựa trên lý thuyết này đã cứu mạng họ. Chỉ huy phi đội PBY Catalina, James Sargent Russell là người phát hiện ra chiếc Zero và sau đó được thăng cấp lên cấp đô đốc. Ông lưu ý rằng chiếc Zero của Koga "có ý nghĩa lịch sử to lớn."  William N. Leonard cũng bày tỏ sự đồng tình khi mô tả: "Chiếc Zero [mà quân Hoa Kỳ] thu được là một kho báu. Theo hiểu biết của tôi thì không có bất cứ cỗ máy chiếm giữ nào khác mở ra nhiều bí mật vào tình thế cấp thiết như thế."
Một số nhà sử học tranh cãi về mức độ mà Akutan Zero ảnh hưởng đến kết quả của trận không chiến ở Thái Bình Dương. Chẳng hạn như chiến thuật Thach Weave do John Thach nghĩ ra và được các phi công Mỹ sử dụng rất thành công để chống lại Zero. John Thach nghĩ ra chiến thuật này trước cả cuộc tấn công Trân Châu Cảng, dựa trên báo cáo tình báo về đặc điểm bay của Zero ở Trung Quốc.
Việc thu giữ và thử nghiệm bay với chiếc Zero của Koga thường được diễn tả là một kỳ tích vĩ đại đối với quân Đồng minh. Sự phát hiện này đã vén màn bí mật của chiếc máy bay kỳ quái và [là nguyên nhân] trực tiếp khiến nó trở nên lỗi thời. Theo quan điểm này thì chỉ đến lúc này thì phi công Đồng minh mới tìm ra cách đối phó với địch thủ nhanh nhẹn của họ. Người Nhật cũng rất đồng tình... Dẫu thế, những phi công Hải quân chiến đấu với Zero tại biển San Hô, Midway và Guadalcanal mà không hưởng lợi từ báo cáo sẽ [là trường hợp] khác. Cần phải xem lại việc mổ xẻ chiếc Zero của Koga có tạo ra chiến thuật để đánh bại loại máy bay được thêu dệt này hay không. Với họ, chiếc Zero không còn là kiểu máy bay huyền bí. Các phi công chiến đấu đã nhanh chóng truyền tai nhau về thuộc tính cụ thể của máy bay này. Thật vậy, vào ngày 6 tháng 10 [năm 1942], phi công thử nghiệm Akutan Zero là Frederick M. Trapnell có một tuyên bố rất rõ ràng: 'Ấn tượng chung về chiếc máy bay này y hệt như trong báo cáo ban đầu của quân tình báo, kể cả đặc điểm bay'.— Lundstrom, John B., 

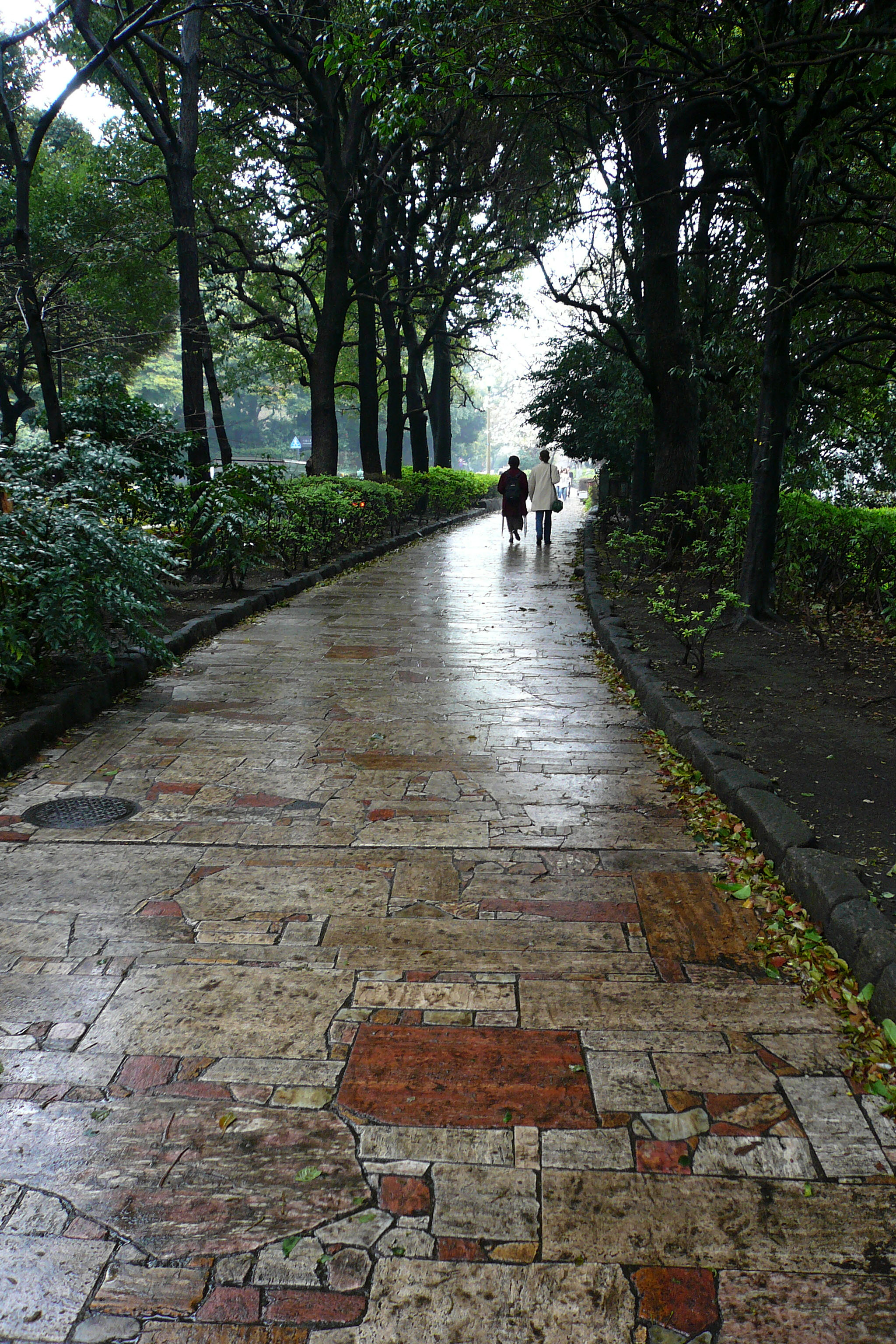
Tro cốt của Koga Tadayoshi có thể được chôn cất ở Nghĩa trang Quốc gia Chidorigafuchi.

Tuy nhiên, ngay sau cuộc tấn công Trân Châu Cảng vào tháng 12 năm 1941, chín chiếc Mitsubishi A6M Zero bị đắm chìm xuống biển được trục vớt. Văn phòng Tình báo Hải quân Hoa Kỳ cùng với BuAer đã nghiên cứu chúng (nhưng không phát hiện ra nhiều điều) và sau đó chuyển chúng đến Phòng Kỹ thuật Thực nghiệm tại Dayton, Ohio trong năm 1942. Cần lưu ý rằng những nguyên mẫu Grumman XF6F-1 vẫn đang trong quá trình thử nghiệm vào tháng 6 năm 1942. Điều đáng chú ý nữa là đặc điểm thiết kế "cánh sáp nhập với thân" của Zero cũng không mấy khi được áp dụng vào thời điểm đó.

## Di sản
Akutan Zero bị phá hủy trong tai nạn huấn luyện vào tháng 2 năm 1945. Khi chiếc Zero đang chuẩn bị cất cánh, một chiếc Curtis SB2C Helldiver mất kiểm soát và đâm vào Zero. Cánh quạt của Helldiver cắt Akutan Zero thành nhiều mảnh. Từ chiếc máy bay bị nát, William N. Leonard đã thu nhặt nhiều mảnh vỡ mà sau đó ông tặng cho Bảo tàng Quốc gia của Hải quân Hoa Kỳ. Bảo tàng Di sản Alaska và Bảo tàng Hàng không và Vũ trụ Quốc gia Smithsonian cũng có những mảnh vụn của chiếc Zero. Soạn giả người Mỹ Jim Rearden là người dẫn đầu một cuộc tìm kiếm trên đảo Akutan vào năm 1988 với nỗ lực hồi hương thi thể của Koga. Ông tìm ra ngôi mộ của Koga nhưng thấy nó trống trơn. Rearden và doanh nhân người Nhật Kawamoto Minoru tiến hành tìm kiếm hồ sơ. Họ nhận ra rằng một đội Dịch vụ Mai táng ở Hoa Kỳ đã đào thi hài Koga lên vào năm 1947 và chuyển sang an táng tại đảo Adak, xa hơn trong chuỗi đảo Aleutian. Nhóm tìm kiếm không biết gì về danh tính của Koga nên đánh giá thi thể anh là không xác định. Nghĩa trang Adak khai quật lên vào năm 1953 và trao trả 263 thi hài cho Nhật Bản. Tử thi chôn bên cạnh Koga (Shindo Shigeyoshi) là một trong 13 thi thể được xác định. 223 hài cốt còn lại không xác định danh tính đã mang đi hỏa táng và chôn cất tại Nghĩa trang Quốc gia Chidorigafuchi ở Nhật Bản. Koga có thể nằm trong số đó. Rearden sau này đã viết một bài tường thuật phân minh về Akutan Zero.